# 安那郡
- 令制国一覧 > 山陽道 > 備後国 > 安那郡
- 日本 > 中国地方 > 広島県 > 安那郡

安那郡（やすなぐん）は、広島県（備後国）にあった郡。

## 郡域
1878年（明治11年）に行政区画として発足した当時の郡域は、福山市の一部（神辺町各町・加茂町各町・駅家町大字法成寺）にあたる。

## 歴史
当郡は古代吉備穴国造の領域であり、郡名の読みも当初は「あな」であったが、少なくとも平安時代までには「やすな」と読まれるようになっていた。
- 養老5年4月20日（721年5月20日） - 一部が深津郡として分立。

### 近世以降の沿革
- 「旧高旧領取調帳」に記載されている明治初年時点での支配は以下の通り。（29村）

| 知行 | 知行       | 村数 | 村名 |
| ---- | ---------- | ---- | --- |
| 藩領 | 備後福山藩 | 27村 | 上竹田村、下竹田村、八尋村、上御領村、下御領村、湯野村、平野村、川北村、川南村、徳田村、十三軒屋村、十九軒屋村、道上村、八軒屋村、中野村、上加茂村、西中条村、箱田村、東中条村、三谷村、粟根村、芦原村、下加茂村、東法成寺村、西法成寺村、山野村、矢川村 |
| 藩領 | 豊前中津藩 | 2村  | 百谷村、北山村 |

- 明治4年
  - 7月14日（1871年8月29日） - 廃藩置県により福山県、中津県の管轄となる。
  - 11月15日（1871年12月26日） - 第1次府県統合により、全域が深津県の管轄となる。
- 明治5年6月5日（1872年7月10日） - 深津県が改称して小田県となる。
- 明治7年（1874年） - 東法成寺村・西法成寺村が合併して法成寺村となる。（28村）
- 明治8年（1875年）12月20日 - 岡山県の管轄となる。
- 明治9年（1876年）4月18日 - 広島県の管轄となる。
- 明治11年（1878年）11月1日 - 郡区町村編制法の広島県での施行により、行政区画としての安那郡が発足。「安那芦田品治郡役所」が芦田郡府中市村に設置され、同郡・品治郡とともに管轄。
- 明治22年（1889年）4月1日 - 町村制の施行により、以下の各村が発足。全域が現・福山市。（14村）
  - 川南村、川北村（それぞれ単独村制）
  - 御野村 ← 平野村、下御領村、上御領村
  - 上竹田村、下竹田村、八尋村（それぞれ単独村制）
  - 湯田村 ← 湯野村、箱田村、徳田村
  - 中条村 ← 西中条村、東中条村、三谷村
  - 山野村 ← 山野村、矢川村
  - 広瀬村 ← 北山村、百谷村
  - 加茂村 ← 粟根村、芦原村、中野村、上加茂村、八軒屋村
  - 下加茂村、法成寺村（それぞれ単独村制）
  - 道上村 ← 十九軒屋村、十三軒屋村、道上村
- 明治31年（1898年）10月1日 - 郡制の施行のため、深津郡・安那郡の区域をもって深安郡が発足。同日安那郡廃止。

## 行政
安那・芦田・品治郡長
| 代 | 氏名 | 就任年月日                | 退任年月日                | 備考                           |
| -- | ---- | ------------------------- | ------------------------- | ------------------------------ |
| 1  |      | 明治11年（1878年）11月1日 |                           |                                |
|    |      |                           | 明治31年（1898年）9月30日 | 深津郡との合併により安那郡廃止 |